# David Hewson
David Hewson (ur. 9 stycznia 1953) – brytyjski pisarz, autor kryminałów i książek podróżniczych, dziennikarz.
Otrzymał nagrody literackie: WH Smith Fresh Talent Award (za powieść Semana Santa), Audible Sounds of Crime Awards (za powieść The Seventh Sacrament w wersji audiobooku, wraz z narratorką) i American Library Association's Award (za powieść The Garden of Evil).  Powieść Semana Santa doczekała się adaptacji filmowej (polski tytuł filmu Wielki tydzień).

## Powieści
- Shanghai Thunder (1986)
- Semana Santa (1996)
- Epiphany (1996)
- Solstice (1998)
- Native Rites (2000)
- Lucifer's Shadow (2001; wyd. pol. 2014 Cmentarz tajemnic)

seria Nic Costa
1. A Season for the Dead (2003; wyd. pol. 2015 Pora na śmierć)
2. The Villa of Mysteries (2004; wyd. pol 2008 Willa Misteriów)
3. The Sacred Cut (2005)
4. The Lizard's Bite (2006)
5. The Seventh Sacrament (2007)
6. The Garden of Evil (2008)
7. Dante's Numbers (2008)
8. The Blue Demon (2010)
9. The Fallen Angel (2011)

- The Promised Land (2007)

seria Harold Middleton
1. The Chopin Manuscript (wraz z 13 innymi autorami, 2008; wyd. pol 2009 Manuskrypt Chopina)
2. The Copper Bracelet (wraz z 15 innymi autorami, 2010; wyd. pol 2010 Miedziana bransoleta)
3. Watchlist (2010) (wraz z 18 innymi autorami, 2010)

- Carnival for the Dead (2011)
- Macbeth (2012; wraz z A J Hartleyem)

seria Sarah Lund
1. The Killing (2012; wyd. pol 2012 Dochodzenie)
2. The Killing II (2013; wyd. pol 2013 Dochodzenie 2)
3. The Killing III (2014; wyd. pol 2014 Dochodzenie 3)

- The Flood (2013)
- Hamlet, Prince of Denmark (2014) (wraz z A J Hartleyem)

seria Pieter Vos
1. The House of Dolls (2014; wyd. pol. 2015 Domek dla lalek)
2. The Wrong Girl (2015; wyd. pol. 2016 Niewłaściwa dziewczynka)

## Nowele
- Dead Men's Socks (2010)
- Judith and the Holy Ferns (2011)
- Last Exit to Fuengirola (2014)

## Literatura faktu
- Introduction to Desk Top Publishing: A Guide to Buying and Using a Desktop Publishing System (1988)
- The Quark Xpress Companion: Additional Know-how for Professional Publishing Results with the Macintosh (1988)
- Travels in Spain: Granada (1990)
- Travels in Spain: Mallorca (1990)
- Travels in Spain: Seville (1990)
- East Anglia: Travels and Short Breaks (1990)
- Setting Up in Spain (1990)
- Wessex: travels and Short Breaks (1990)
- Saved: How an English Village Fought for Its Future... and Won (2007)
- Writing a Novel with Scrivener (2011)
- Writing: A User's Manual (2012)
- Writing A Novel with Ulysses III (2014)